# Faaborg Klokketårn
Faaborg Klokketårn er et fritstående kirketårn opført i slutningen af 1400-tallet i forbindelse med Faaborgs første kirke, Sct. Nicolai Kirke fra ca. 1250. Efter Reformationen fik byen overdraget Helligåndskirken, der var opført som klosterkirke få år forinden. Sct. Nicolai Kirke blev herefter revet ned. Tårnet blev stående, fungerer som klokketårn for Helligåndskirken og blev i 1918 fredet.
Tårnets spir var i mange år byens højeste punkt, men det er nu overgået af en stor skorsten ved Faaborg Museum samt en elmast lidt uden for byen. Fra tårnet kan man se hele byen og øerne Bjørnø, Avernakø og Lyø.